# Hallvard Johnsen
Hallvard Johnsen (* 27. Juni 1916 in Hamburg; † 6. November 2003 in Bærum) war ein norwegischer Komponist.
Johnsen studierte von 1930 bis 1941 im Konservatorium von Oslo bei Bjarne Brustad, Karl Andersen und Per Steenberg Flöte, Dirigieren und Komposition und war später in Kopenhagen Schüler von Vagn Holmboe. Von 1947 bis 1973 war er Soloflötist der Militärkapelle in Oslo.  
Er komponierte 24 Sinfonien, zwei Ouvertüren, zwei Violinkonzerte, ein Trompetenkonzert, eine Orchestersuite, kammermusikalische Werke, Klavierwerke, drei Opern (u. a. Legenden om Svein og Maria nach Alfred Hauges gleichnamigem Roman, 1971), Kantaten, ein Oratorium und Lieder.